# Expulsão dos alemães após a Segunda Guerra Mundial

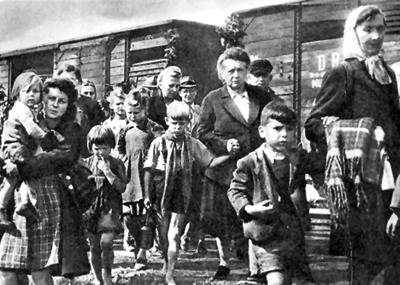
Expulsão dos sudetos alemães

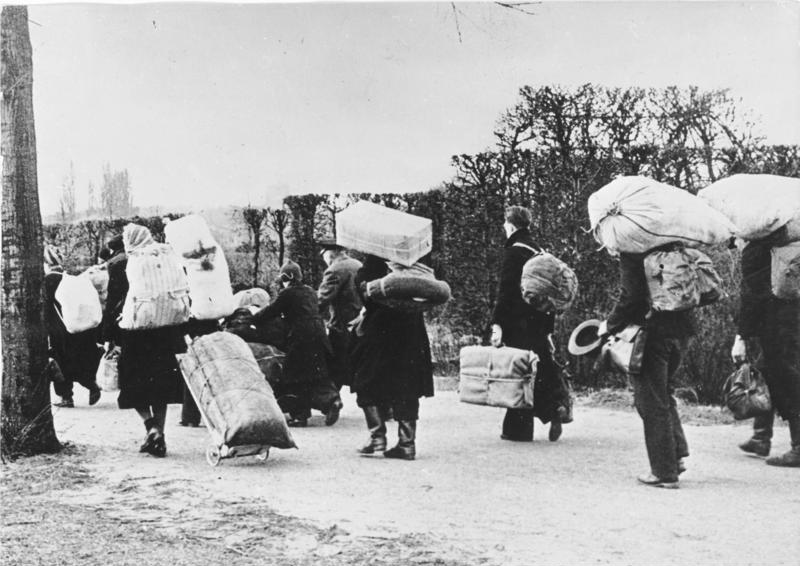
Refugiados alemães expulsos da Silésia após a transferência do território para a Polónia em 1945.

A expulsão de alemães após a Segunda Guerra Mundial se refere à migração forçada e limpeza étnica de alemães étnicos (Volksdeutsche) e cidadãos alemães (Reichsdeutsche) nas fases finais da Segunda Guerra Mundial e no período após o fim da guerra, de vários estados e territórios da Europa, principalmente das  zonas ocupadas pelos Aliados na Alemanha e na Áustria.
Depois da  Segunda Guerra, essas áreas, incluídas nas províncias alemãs pré-guerra, foram transferidas para a Polônia e para a União Soviética, assim como as áreas que a Alemanha nazista havia anexado ou ocupado na Polônia, Tchecoslováquia, Hungria, Romênia, norte da Iugoslávia e outros Estados da Europa Central e Oriental.
O movimento dos alemães envolveu um total de pelo menos 12 milhões de pessoas, com algumas fontes colocando o valor de 14 milhões de pessoas, e foi a maior movimentação ou transferência de qualquer outro grupo étnico único da história moderna. Os maiores números vieram dos antigos territórios orientais da Alemanha adquirida pela Polónia e pela União Soviética (cerca de 7 milhões) e da Tchecoslováquia (cerca de 3 milhões). Foi também a maior entre todas as expulsões do pós-guerra na Europa Central e Oriental, onde mais de 20 milhões de pessoas foram deslocadas no total. O evento têm sido descrito de diversas formas como transferência populacional, limpeza étnica ou democídio.
Muitas mortes foram atribuídas às expulsões, com estimativas variando 500 mil a 2 milhões, onde os valores mais elevados incluem as mortes por fome e doenças, bem como de atos violentos. Muitos civis alemães também foram enviados para campos de internamento e de trabalho. A política era parte da geopolítica e de reconfiguração étnica da Europa pós-guerra e, em retaliação à Alemanha nazista pelas subsequentes limpezas étnicas e atrocidades cometidas na Europa ocupada pelos nazistas.
As deslocações ocorreram em três fases sobrepostas, a primeira das quais foi a fuga e evacuação de civis alemães face ao avanço do Exército Vermelho, de meados de 1944 até ao início de 1945. A segunda fase foi a expulsão desorganizada de alemães que se seguiu à derrota da Wehrmacht. A terceira foi já mais organizada e seguiu-se ao Acordo de Potsdam, que redefiniu as fronteiras da Europa Central e aprovou as expulsões ordeiras e humanas dos alemães da Polónia, Checoslováquia e Hungria. Muitos civis alemães foram também enviados para campos de trabalho. As maiores expulsões ficaram completas em 1950. As estimativas para o número total de pessoas descendentes de alemães que vivem na Europa Oriental varia de 700 000 a 2,7 milhões.